# Aguinaldo Silva
Aguinaldo Ferreira da Silva OMC  (Carpina, 7 de junho de 1943) é um dramaturgo, escritor, roteirista, jornalista, cineasta e telenovelista brasileiro.
Aguinaldo Silva possui a "marca" de único dramaturgo da TV Globo que só escreveu novelas de horário nobre (de acordo com a edição 1991 da Revista Veja).
Ele possui dois prêmios Emmy Internacional de Melhor Telenovela: o primeiro conquistado pela supervisão da telenovela portuguesa Laços de Sangue; e o segundo, pela autoria da telenovela brasileira Império. Aguinaldo Silva escreveu as novelas de maior audiência da década de 1980, Roque Santeiro e Tieta (telenovela), da década de 2000, Senhora do Destino, e da década de 2010, Fina Estampa, e até o momento, da década de 2020, com a reprise de Fina Estampa no horário nobre.
Pernambucano de nascimento, Aguinaldo Silva obteve a cidadania portuguesa e está radicado atualmente em Lisboa.

## Biografia
Nascido em uma família pobre, em Carpina no interior de Pernambuco, em 7 de junho de 1944, sendo filho de Maria do Carmo Ferreira da Silva e Joaquim Ferreira. Trocava de bom grado o futebol com os meninos da vizinhança pela leitura dos clássicos como Dostoiévski e Camões. Custeado pelo esforço e sacrifício de seu pai que via na educação a solução para os problemas do mundo, pôde estudar nos melhores e mais caros colégios de Recife.
Na adolescência, ainda funcionário de um cartório no Recife, escreveu o romance Redenção para Job. Lançado com sucesso, acabou por gerar polêmica porque correram rumores atribuindo a autoria real ao jornalista Newton Rodrigues, à época o editor da primeira página do Jornal do Commercio, importante diário da capital pernambucana.
Em 1962, quando a rede de jornais Última Hora, de Samuel Wainer, implantou no Recife o Última Hora Nordeste, Aguinaldo foi requisitado pelo jornalista Múcio Borges da Fonseca para trabalhar como repórter. Ele trabalhou alguns meses cobrindo a área do aeroporto, mas preferiu atuar internamente, na redação, passando a exercer as funções de copidesque.
Com o fechamento do jornal devido ao golpe militar de 1964, Aguinaldo Silva foi morar no Rio de Janeiro, onde passou a trabalhar como repórter policial no jornal O Globo. Na década de 1970, editou o primeiro jornal gay do país, O Lampião, um tabloide semanal que teve vida curta.
Sua experiência como repórter policial o fez ser convidado, em 1979, para ser um dos autores do seriado Plantão de Polícia, da Rede Globo, que retratava a vida de um veterano profissional dessa linha, o fictício Waldomiro Pena.
O sucesso do seriado o levou a escrever também episódios de Malu Mulher. Posteriormente lançou o formato minissérie na TV brasileira, escrevendo com Doc Comparato, Lampião e Maria Bonita. Por este trabalho recebeu o Troféu APCA de Revelação Masculina de 1982, junto com Comparato, na categoria Televisão.
Junto com o mesmo parceiro desenvolveu ainda mais duas minisséries - Bandidos da Falange (1983) e Padre Cícero (1984) - e mais uma solo - a adaptação de Tenda dos Milagres de Jorge Amado (1985). No mesmo ano em que foi ao ar Padre Cícero, escreveu a primeira novela de sua carreira em parceria com a também estreante Glória Perez: Partido Alto, atração do horário nobre que mostrava simultaneamente os 'universos' da Zona Sul carioca e dos subúrbios da mesma cidade, estes dominados pelo jogo do bicho. Contudo, tal experiência não deu certo e Aguinaldo abandonou a feitura da trama antes de seu término. Mas se recuperou logo no ano seguinte, quando José Bonifácio de Oliveira Sobrinho, executivo da TV Globo, o convidou a escrever a novela Roque Santeiro.
A novela de Dias Gomes, proibida pela censura da ditadura militar, em 1975, tinha 40 capítulos escritos, mas o autor se recusou a retomar o trabalho. Aguinaldo foi convidado a escrever a novela a partir do ponto em que Dias Gomes tinha parado e o resultado foi um grande sucesso de público e crítica.
Foi também o coautor, com Gilberto Braga e Leonor Bassères, da novela Vale Tudo, em 1988.
Em 1989, escreveu Tieta, protagonizada por Betty Faria, sendo considerada uma das melhores novelas da história da Rede Globo, onde tinha mistérios, como a história da Mulher de Branco. Contava a história de Tieta do Agreste, baseada no livro de Jorge Amado. A novela, que na época foi uma explosão de audiência, registrou 65 pontos de média, chegando a marcar mais de 80 pontos no último capítulo (que teve média de 78). Teve como parceiros Ana Maria Moretzsohn e Ricardo Linhares.
Seu talento de romancista e ficcionista, enriquecido pela experiência na reportagem policial, casou com a produção de folhetins televisivos. Outras características marcantes são o regionalismo e o realismo fantástico. Em 1992, ao lado de Ana Maria Moretzsohn e Ricardo Linhares, escreveu a novela Pedra sobre Pedra, que tinha como foco uma história no estilo Romeu e Julieta e, como história secundária, o regionalismo, realismo fantástico e o famoso ''Quem matou...''. Em 1993, mais uma vez ao lado dos mesmos autores, escreveu outro sucesso, Fera Ferida. Em 1997, escreveu mais um sucesso, com a mesma temática de suas novelas anteriores, A Indomada, novela que marcou época. Em 1999, o primeiro fracasso de sua carreira, Suave Veneno, sendo que nessa novela, Aguinaldo estava escrevendo pela primeira vez sozinho, e mudou a temática, com ela se passando em uma cidade grande e sem realismo fantástico. Em 2001, escreveu o sucesso Porto dos Milagres, novamente em parceria com Ricardo Linhares. Fez sucesso também com Senhora do Destino, em 2004, novela de maior audiência da década de 2000, com média geral de 50 pontos, índice não superado por nenhuma outra novela até o momento.
Entre Outubro de 2007 e Maio de 2008, foi exibida Duas Caras, novela de sua autoria, que teve Dalton Vigh e Marjorie Estiano como protagonistas. Apesar da baixa média de audiência de 41 pontos durante os oito meses em que foi exibida, a trama foi eleita pelo jornal espanhol 20 minutos a 9ª melhor telenovela brasileira de todos os tempos e foi a última novela do horário a se colocar acima da meta de 40 pontos com média geral de 41 pontos de audiência.
Foi autor da minissérie Cinquentinha. Começou o ano de 2010 supervisionando a novela Tempos Modernos, de Bosco Brasil, autor que já adaptou a trama Bicho do Mato, segunda trama exibida no horário das seis na Rede Globo. Em Portugal, supervisionou a novela Laços de Sangue, primeira novela coproduzida da parceria Rede Globo e SIC.
Em 2011, escreveu a minissérie Lara com Z, protagonizada por Susana Vieira e Humberto Martins. A minissérie é um spin-off de Cinquentinha. No mesmo ano, escreveu Fina Estampa para o horário nobre da Rede Globo.
Em 2013, supervisionou o remake de Fina Estampa, produzido pela Rede Globo e Telemundo. Também no mesmo ano finalizou o roteiro de Super Crô - O Filme, lançado em 2013.
Em 2014, escreveu a novela Império, que possuiu o título provisório de Falso Brilhante, e substituiu Em Família. Depois, em parceria com Brunno Pires e Megg Santos, escreveu um seriado intitulado Doctor Pri, com Glória Pires, cotada para interpretar a personagem-título, e previsto para estrear em setembro de 2014. Porém, devido à antecipação da trama de Aguinaldo, a Rede Globo decidiu adiar a exibição do seriado, para o autor se dedicar apenas à novela. Em 2014, recebeu da Presidente Dilma Rousseff, o título de Comendador da Ordem do Mérito Cultural.
Em 23 de novembro de 2015, Império recebeu o prêmio Emmy Internacional de melhor telenovela, mas Aguinaldo não compareceu à cerimônia do prêmio, porém criou uma polêmica ao prometer que, se Império vencesse o Emmy, ele "ficaria pelado", promessa esta que o autor disse ter cumprido no quarto dele.
Em 2018, retornou ao realismo fantástico em O Sétimo Guardião, temática que não usava desde Porto dos Milagres, de 2001, um fracasso de audiência e crítica.
Em 2 de janeiro de 2020, o Grupo Globo decidiu não renovar o contrato com o autor, após o fracasso de O Sétimo Guardião.
Em Setembro de 2024, a Rede Globo aprova a sinopse da novela Três Graças, com isso seu retorno ao horário das 21hrs irá ocorrer no segundo semestre de 2025.
Betty Faria, Lima Duarte, José Mayer, Luíza Tomé, Renata Sorrah, Eva Wilma, Ary Fontoura, Lilia Cabral, Adriana Esteves, Susana Vieira, Antônio Fagundes, Carolina Dieckmann, Arlete Salles, José Wilker, Flávia Alessandra, Cássia Kis, Dan Stulbach, Nelson Xavier, Flávio Galvão, Paulo Betti, José de Abreu, Yoná Magalhães, Armando Bógus, Roberto Bonfim,  Joana Fomm, Cássio Gabus Mendes, Cláudio Corrêa e Castro, Glória Pires, Elizângela, Cristina Galvão, Miriam Pires, Eloísa Mafalda, Maurício Mattar, Emiliano Queiroz, Rosane Gofman, Regina Duarte, Reginaldo Faria, Pedro Paulo Rangel, Cláudia Alencar, Ana Lúcia Torre, Carlos Alberto Riccelli, Marcos Winter, Letícia Spiller, Stênio Garcia, Bárbara Borges, Marília Gabriela, Dalton Vigh, Marcos Paulo, Lucinha Lins, Lutero Luiz, Francisco Cuoco, Tânia Alves, Roberto Bonfim, Lu Mendonça, Antônio Pompêo, Helber Rangel, Ilva Niño, Stênio Garcia, Nuno Leal Maia, Antônio Pitanga, Sebastião Vasconcelos, Raul Cortez, Herson Capri, Kadu Moliterno, Christiane Torloni, Paulo César Pereio, Germano Filho, Tarcísio Meira, Milton Gonçalves, Cláudio Marzo, Jorge Coutinho, Lídia Brondi, Paulo Reis, Otávio Augusto, Thaís de Campos, Roberto Frota, Eduardo Moscovis, Maria Gladys, Eva Todor, Daniela Faria, Tonico Pereira, Marcelo Serrado, Débora Duarte, Vera Fischer, Ana Rosa, Ângela Vieira, Vanessa Giácomo e Leandra Leal são atores comuns em suas produções.

## Trabalhos na televisão

### Novelas
| Título             | Ano     | Horário | Creditado como   | Creditado como   | Creditado como      | Emissora     |
| Título             | Ano     | Horário | Autor            | Coautor          | Supervisor de texto | Emissora     |
| ------------------ | ------- | ------- | ---------------- | ---------------- | ------------------- | ------------ |
| Partido Alto       | 1984    | 20h     | Sim              |                  |                     | TV Globo     |
| Roque Santeiro     | 1985    | 20h     |                  | Sim              |                     | TV Globo     |
| O Outro            | 1987    | 20h     | Sim              |                  |                     | TV Globo     |
| Vale Tudo          | 1988    | 20h     | Sim              |                  |                     | TV Globo     |
| Tieta              | 1989    | 20h     | Sim              |                  |                     | TV Globo     |
| O Dono do Mundo    | 1991    | 20h     | Autor da sinopse | Autor da sinopse | Autor da sinopse    | TV Globo     |
| Pedra sobre Pedra  | 1992    | 20h     | Sim              |                  |                     | TV Globo     |
| Fera Ferida        | 1993    | 20h     | Sim              |                  |                     | TV Globo     |
| O Campeão          | 1996    | -       | Autor da sinopse | Autor da sinopse | Autor da sinopse    | Bandeirantes |
| A Indomada         | 1997    | 20h     | Sim              |                  |                     | TV Globo     |
| Meu Bem Querer     | 1998    | 18h     |                  |                  | Sim                 | TV Globo     |
| Suave Veneno       | 1999    | 20h     | Sim              |                  |                     | TV Globo     |
| Porto dos Milagres | 2001    | 20h     | Sim              |                  |                     | TV Globo     |
| Senhora do Destino | 2004–05 | 20h     | Sim              |                  |                     | TV Globo     |
| Duas Caras         | 2007–08 | 20h     | Sim              |                  |                     | TV Globo     |
| Tempos Modernos    | 2010    | 19h     |                  |                  | Sim                 | TV Globo     |
| Laços de Sangue    | 2010    | -       |                  |                  | Sim                 | SIC          |
| Fina Estampa       | 2011–12 | 21h     | Sim              |                  |                     | TV Globo     |
| Marido en Alquiler | 2013    | -       |                  |                  | Sim                 | Telemundo    |
| Império            | 2014–15 | 21h     | Sim              |                  |                     | TV Globo     |
| Boogie Oogie       | 2014    | 18h     |                  |                  | Sim                 | TV Globo     |
| O Sétimo Guardião  | 2018–19 | 21h     | Sim              |                  |                     | TV Globo     |
| Três Graças        | 2025    | 21h     | Sim              |                  |                     | TV Globo     |

### Minisséries e seriados
| Título                 | Ano  | Creditado como | Creditado como | Emissora |
| Título                 | Ano  | Autor          | Co-autor       | Emissora |
| ---------------------- | ---- | -------------- | -------------- | -------- |
| Plantão de Polícia     | 1979 | Sim            |                | TV Globo |
| Obrigado Doutor        | 1981 |                | Sim            | TV Globo |
| Lampião e Maria Bonita | 1982 | Sim            |                | TV Globo |
| Bandidos da Falange    | 1983 | Sim            |                | TV Globo |
| Padre Cícero           | 1984 | Sim            |                | TV Globo |
| Tenda dos Milagres     | 1985 | Sim            |                | TV Globo |
| Riacho Doce            | 1990 | Sim            |                | TV Globo |
| A Justiceira           | 1997 |                | Sim            | TV Globo |
| Cinquentinha           | 2009 | Sim            |                | TV Globo |
| Lara com Z             | 2011 | Sim            |                | TV Globo |

## Trabalhos no Cinema
- 2013 - Crô - O Filme, roteiro do filme dirigido por Bruno Barreto.
- 1986 - Os Trapalhões e o Rei do Futebol, roteiro do filme dirigido por Carlos Manga.
- 1983 - O Trapalhão na Arca de Noé, roteiro do filme dirigido por  Antônio Rangel.
- 1983 - O Cangaceiro Trapalhão, roteiro do filme dirigido por Daniel Filho
- 1980 - Prova de Fogo, roteiro do filme dirigido por Marco Altberg.

## Trabalhos na Literatura Brasileira
- 1960 - Redenção para Job
- 1965 - Cristo partido ao meio
- 1968 - Canção de sangue
- 1972 - Geografia do ventre
- 1975 - Primeira carta aos andróginos
- 1977 - O crime antes da festa: a história de Ângela Diniz e seus amigos
- 1979 - República dos assassinos
- 1983 - A história de Lili Carabina
- 1984 - Inimigo público
- 1986 - O homem que comprou o Rio
- 1986 - Memórias da guerra
- 1992 - Lábios que beijei
- 2005 - Prendam Giovanni Improtta
- 2006 - 98 tiros de audiência
- 2009 - Deu no Blogão
- 2016 - Turno da noite: memórias de um ex repórter de polícia
- 2021 - Vendem-se corações despedaçados